# Eijkman Instituut
Das Eijkman Instituut ist eine international anerkannte Forschungsanstalt mit Sitz in Jakarta.

## Geschichte

### Vorgeschichte
Im Zuge der niederländischen Kolonialisierung von Java hatte die Regierung eine Flotte nach Aceh entsandt, um die dortige Piraterie einzudämmen. Als im Jahre 1886 die Flotte jedoch aufgrund zunehmender Beriberi-Erkrankungen zum Erliegen kam, beschloss die niederländische Regierung, nach der Ursache dieser „seltsamen“ Erkrankung zu suchen. Sie setzte eine Kommission unter Leitung von Cornelis Pekelharing, Lehrstuhlinhaber für Pathologie, an der Universität Utrecht, ein.
Bevor Pekelharing die Reise nach Aceh antrat, ging er nach Berlin, um sich bei Robert Koch über den neuesten Stand seiner Forschungen zu informieren. In Kochs Labor lernte er den jungen Landsmann Christiaan Eijkman kennen, den Pekelharing kurzerhand in seine Kommission aufnahm. Zusammen mit seinem Assistenten, dem Neurologen Cornelis Winkler sollte Christiaan Eijkman ihn nach Aceh begleiten. Pekelharing und Winkler gingen von einer Infektion aus, die mit aus mangelhaften Lebensmittelhygiene resultieren könnte.
Im November 1886 traf die Kommission in Java ein und stellte ausführliche medizinische Untersuchungen an. Als Pekelharing im Mai 1887 Java wieder verließ, schlug er den Generalgouverneur von Niederländisch-Indien Otto van Rees vor, die Untersuchungen durch ein Labor fortlaufen zu lassen. Der Gouverneur stimmte diesem Vorschlag zu.

### Erste Jahre
Im Jahre 1888 wurde in Weltevreden ein Forschungslabor für Pathologie und Bakteriologie gegründet. Am 15. Januar 1888 wurde der Militärarzt Christiaan Eijkman zum ersten Direktor ernannt, der durch seine Forschungsarbeit an der Krankheit Beriberi das Vitamin B1 entdeckte. 1929 erhielt Eijkman für diese Leistung den Nobelpreis für Medizin.
Unter seinen Nachfolger Gerrit Grijns wurde das Labor zur Zentrale für die hiesige Gesundheitsversorgung und als Forschungseinrichtung für Tropenmedizin weltweit bekannt. Unterstrichen wurde dies auch durch die Namensänderung auf „Geneeskundig Laboratorium“, das per Regierungsbeschluss Nr. 17 vom 15. Februar 1901 beschlossen wurde. Am Oranje Boulevard 69 (Jalan Dipenogoro 69) entstand 1914 ein neues Gebäude, das den Herausforderungen der Zukunft gerecht werden sollte.
In der chemischen Abteilung des Instituts gelang 1926 durch Barend Coenraad Petrus Jansen und Willem Frederik Donath dann die isolierung der kristallinen Form des B1-Vitamins.

### Kriegswirren
Im Jahre 1938 feierte das Labor sein 50-jähriges Bestehen und wurde nun auch offiziell zum „Eijkman Instituut“ umbenannt. Vier Jahre später schwappte dann der Zweite Japanisch-Chinesische Krieg auch auf Niederländisch-Indien über, in deren Verlauf das niederländische Personal des Labors sofort in Gefangenenlager interniert wurde. Da der damalige Direktor, Willem Karel Mertens, an Beriberi starb, fiel Achmad Mochtar daraufhin die Leitung des Instituts zu und setzte mit dem verbliebenen indonesischen Personal die Arbeit fort.
1944 wurde Mochtar von der japanischen Besatzungsmacht beschuldigt, Impfstoffe verunreinigt zu haben. Um der Folter zu entgehen, bekannte sich Mochtar, von dessen Institut die Impfstoffe nicht stammten, schuldig und wurde am 3. Juli 1945 enthauptet.

### Nachkriegszeit
In der Nachkriegszeit verlor das Institut als koloniales Forschungsinstitut allmählich an Bedeutung. Der langsame Niedergang dauerte bis zum Jahr 1965 fort, bis das Institut wegen der wirtschaftlichen Probleme geschlossen wurde. Die Aufzeichnungen aus dieser Zeit sind verlorengegangen.

### Wiederaufbau
Mit dem Entstehen der Tigerstaaten und dem wirtschaftlichen Aufschwung Indonesiens entstand der Bedarf an einer neuen biomedizinischen Forschungsanstalt, die der rasanten technologischen Entwicklung standhält. Die indonesische Regierung förderte mit einem nationalen Entwicklungsprogramm die Biotechnologie und Molekularbiologie.
Im Jahre 1990 wurde im indonesischen Ministerium für Forschung und Technologie unter Bacharuddin Jusuf Habibie beschlossen, das Institut neu zu errichten. Formal war das neue Institut eine Wiedereröffnung des Eijkman Instituts und wurde zum hundertjährigen Gedenken an Christiaan Eijkman auch wieder nach ihm benannt.
Im April 1993 nahm das Institut seine Arbeit wieder auf.
19. September 1995 wurde dann das Institut vom indonesischen Präsidenten Suharto offiziell wiedereröffnet.

### Gegenwart
Während der Asienkrise geriet die öffentliche Finanzierung des Instituts in Gefahr, die das Institut mittels massiven Kürzungen an Personal überstand.
Erst nach dem Bombenanschlag auf die australische Botschaft im Jahre 2004 erlangte das Eijkman Institut wieder stärker öffentliche Aufmerksamkeit. Die Wissenschaftler führten dort eine DNA-Analyse durch, um die Bomber zu identifizieren. Die Bombe war so massiv, dass nur kleine Gewebestücke der Selbstmordattentäter wiederhergestellt werden konnten und damit nicht für herkömmliche Identifikationsmethoden in Frage kam.
Im April 2011 schloss das Eijkman Institut eine Kooperation mit der Universität Sydney mit dem Ziel, die Grundlagenforschung im Bereich der Molekularbiologie zu intensivieren. Im Zuge dieser Zusammenarbeit wurden am 6. April 2011 dem damaligen Direktor Sangkot Marzuki sowie dessen Stellvertreter Herath Sudoyo die Ehrendoktorwürde verliehen.

## Leiter

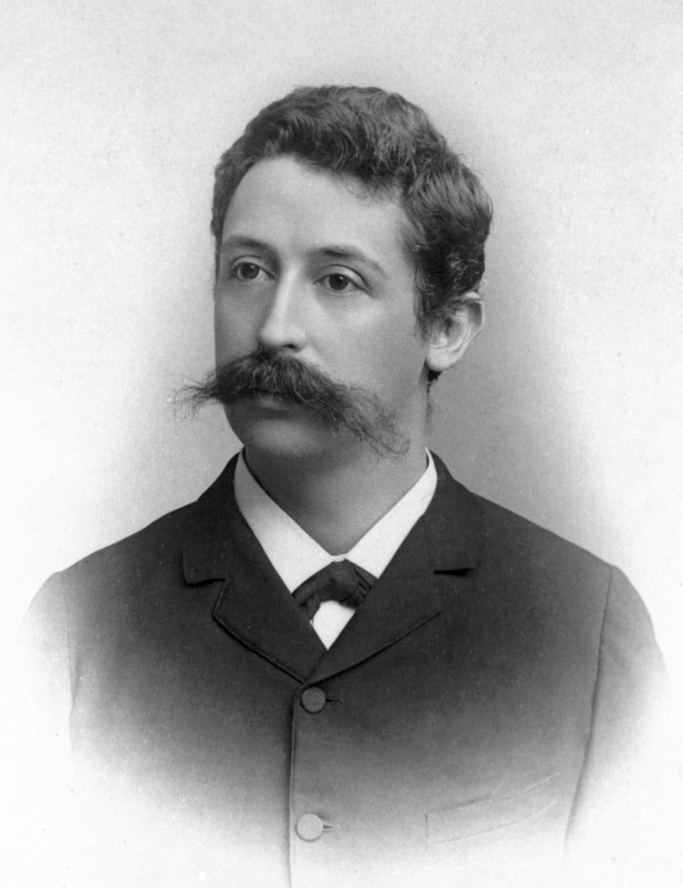
Christiaan Eijkman

### Laboratorium voor Pathologie Anatomie en Bacteriologie
| Nr. | Name                   | Jahr      | Bemerkung        |
| --- | ---------------------- | --------- | ---------------- |
| 1   | Christiaan Eijkman     | 1888–1896 | Nobelpreisträger |
| 2   | Hermanus Frederik Roll | 1896–1899 | Kommissarisch    |
| 3   | Gerrit Grijns          | 1899–1900 |                  |

### Geneeskundig Laboratorium

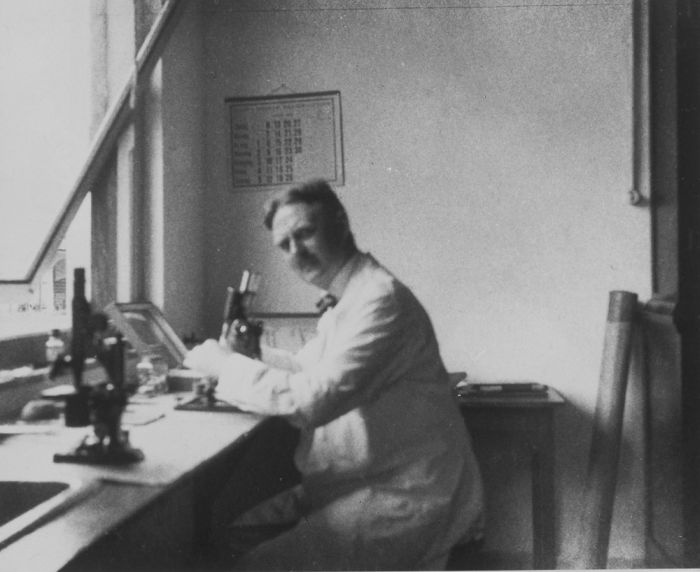
Ernst Rodenwaldt

| Nr. | Name                             | Jahr      | Bemerkung     |
| --- | -------------------------------- | --------- | ------------- |
| 4   | Johannes de Haan                 | 1900–1912 |               |
| 5   | Gerrit Grijns                    | 1913–1916 |               |
| 6   | Paul Christiaan Flu              | 1917–1920 |               |
| 7   | Henri Willem Hoesen              | 1921–1923 | Kommissarisch |
| 8   | Steffen Lambert Brug             | 1924–1928 | Kommissarisch |
| 9   | Steffen Lambert Brug             | 1929–1932 |               |
| 10  | Ernst Rodenwaldt                 | 1932–1933 |               |
| 11  | Pieter Jacob Teding van Berkhout | 1934–1935 | Kommissarisch |
| 12  | Willem Karel Mertens             | 1935–1942 |               |

### Lembaga Eijkman

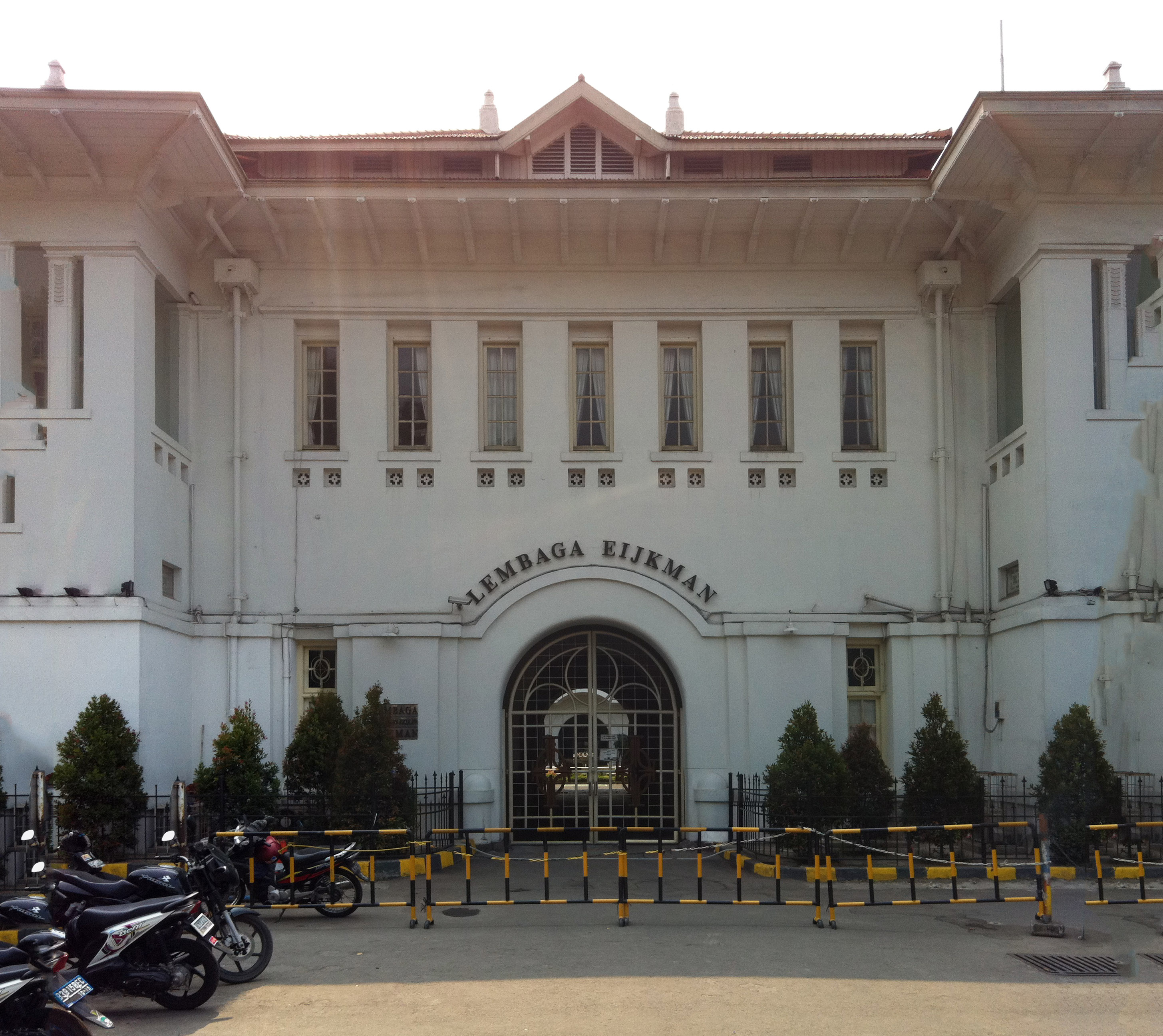
Aufnahme vom 30. August 2011

| Nr. | Name                  | Jahr      | Bemerkung                        |
| --- | --------------------- | --------- | -------------------------------- |
| 13  | Achmad Mochtar        | 1942–1945 | Erster indonesischer Direktor    |
| 14  | Djoehana Wiradikarta  | 1945–1947 | Zuvor stellvertretender Direktor |
| 15  | Andre Gerard van Veen | 1948–1949 |                                  |
| 16  | Raden Abdoelrachman   | 1950–1965 |                                  |

### Lembaga Biologi Molekuler Eijkman
| Nr. | Name            | Jahr      | Bemerkung |
| --- | --------------- | --------- | --------- |
|     | Sangkot Marzuki | 1992–2014 |           |
|     | Amin Soebandrio | 2014-     |           |